# Paolo Nutini

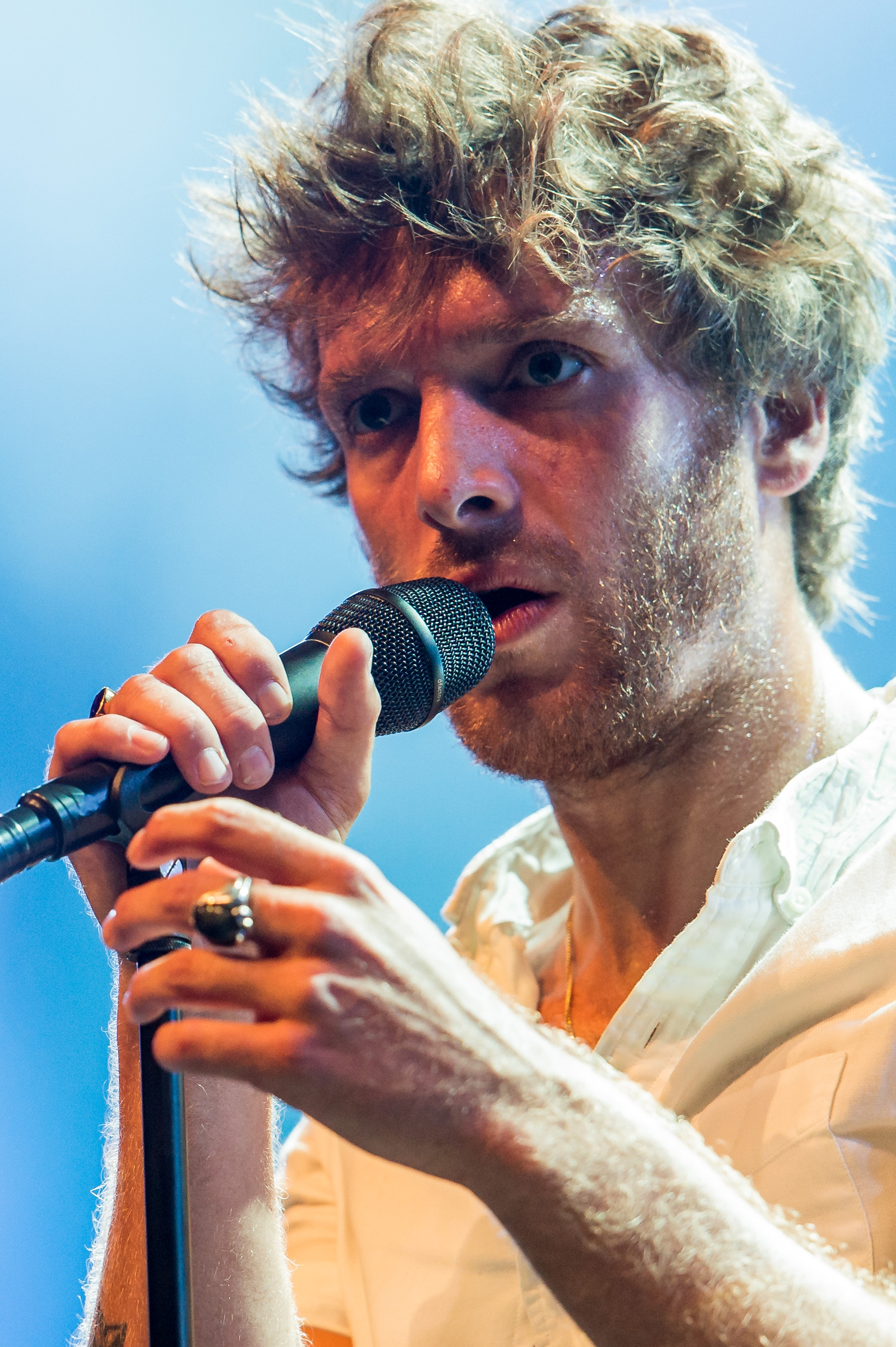
Paolo Nutini beim Montreux Jazz Festival (2015)

Paolo Giovanni Nutini (* 9. Januar 1987 in Paisley) ist ein schottischer Sänger und Liedermacher.

## Musik
Nutini wird häufig als Singer/Songwriter beschrieben, jedoch sind in seiner Musik Einflüsse von Indie-Rock, Soul, Pop, Jazz, Ska und Folk wiederzufinden.
In seinen Liedern lassen sich ebenfalls Einflüsse von Künstlern wie David Bowie, Joe Cocker, Oasis, The Beatles, Jack Johnson, Pink Floyd, Otis Redding oder Fleetwood Mac erkennen.
Vor allem seine Stimme machen ihn und seine Musik zu dem, was sie ist. Seine Stimme weist eine bemerkenswerte Vielfalt auf, die zwischen rauer Lage und weichem Gesang variieren kann.

## Biographie
Seit vier Generationen besitzt die Familie Nutini einen Imbiss in ihrer Heimatstadt Paisley in der Nähe von Glasgow. Paolos Vater hoffte, dass sein Sohn ins Familiengeschäft einsteigen und den Laden übernehmen würde, aber Paolo arbeitete schon früh auf eine Musikkarriere hin. Sein Talent wurde von seinem Großvater, der Paolo traditionelle schottische Folksongs nahebrachte, und seinem Lehrer an der St Andrews Academy entdeckt.
Er verließ die Schule, um als Roadie, T-Shirt-Verkäufer und als Studiohelfer zu arbeiten. Mit 17 Jahren zog er nach London, wo er regelmäßig in Pubs auftrat und Plattenfirmen auf ihn aufmerksam wurden.
Kurz nach seinem 18. Geburtstag unterzeichnete Nutini seinen ersten Plattenvertrag bei Atlantic Records. Einige Wochen später ging er mit dem Produzenten Ken Nelson, der u. a.  für Coldplay produziert hatte, in die Liverpooler Parr-Street-Studios und nahm sein Debütalbum These Streets auf. Die erste Single-Auskopplung Last Request stieg in der ersten Woche auf Platz 5 der UK Charts und auf Platz 1 in seiner Heimat Schottland. In Deutschland erschien sein Album These Streets am 15. September 2006. Zuvor waren bereits ab Mai 2006 zwei Singles erschienen, wobei die erste (These Streets) nur als kostenloser Internet-Download vertrieben wurde.
Nutini war im Vorprogramm von KT Tunstall, Amy Winehouse und Ian Archer zu hören. Ende Januar 2006 war er beim South-X-Southwest-Festival in Austin und im April 2006 begleitete er Paul Weller auf dessen Tour als Vorgruppe.
Am 10. Dezember 2007 trat Nutini auf dem "Ahmet Ertegun Tribute Concert" auf, als Vor-Act zu Led Zeppelins erstem Live-Konzert seit 27 Jahren. Im Jahr 2007 hatte er Auftritte bei den Festivals "Rock im Park" sowie dem niederländischen "Pinkpop".
Im Juni 2009 erschien Nutinis zweites Album Sunny Side Up, mit dem er die Spitze der britischen Charts eroberte und auch in den deutschen Album-Charts auf Platz 15 landen konnte. Das Album entstand in Zusammenarbeit mit dem Produzenten Ethan Johns (Kings of Leon, Razorlight) und wurde in mehreren Studios aufgenommen, unter anderem in Irland, Wales, New York und Bath. Das gesamte Album unterscheidet sich im Klang sehr von seinem Vorgänger. Für die Aufnahmen holte er sich seine Band The Vipers hinzu, mit denen er auch seine Live-Auftritte bestreitet.
Nutini trat in den folgenden Jahren unter anderem beim Glastonbury Festival auf.
Im April 2014 erschien sein drittes Studioalbum Caustic Love.

## Diskografie

### Studioalben
| Jahr | Titel                         | Höchstplatzierung, Gesamtwochen, AuszeichnungChartplatzierungen (Jahr, Titel, Platzierungen, Wochen, Auszeichnungen, Anmerkungen) | Höchstplatzierung, Gesamtwochen, AuszeichnungChartplatzierungen (Jahr, Titel, Platzierungen, Wochen, Auszeichnungen, Anmerkungen) | Höchstplatzierung, Gesamtwochen, AuszeichnungChartplatzierungen (Jahr, Titel, Platzierungen, Wochen, Auszeichnungen, Anmerkungen) | Höchstplatzierung, Gesamtwochen, AuszeichnungChartplatzierungen (Jahr, Titel, Platzierungen, Wochen, Auszeichnungen, Anmerkungen) | Höchstplatzierung, Gesamtwochen, AuszeichnungChartplatzierungen (Jahr, Titel, Platzierungen, Wochen, Auszeichnungen, Anmerkungen) | Anmerkungen                          |
| Jahr | Titel                         | DE | AT | CH | UK | US | Anmerkungen                          |
| ---- | ----------------------------- | --- | --- | --- | --- | --- | ------------------------------------ |
| 2006 | These Streets                 | DE28 (12 Wo.)DE | AT23 (8 Wo.)AT | CH19 Platin · (52 Wo.)CH | UK3 ×6Sechsfachplatin · (177 Wo.)UK                                                                                               | US48 (21 Wo.)US | Erstveröffentlichung: 17. Juli 2006  |
| 2009 | Sunny Side Up                 | DE15 (12 Wo.)DE | AT34 (2 Wo.)AT | CH3 Gold · (24 Wo.)CH | UK1 ×6Sechsfachplatin · (142 Wo.)UK                                                                                               | US57 (2 Wo.)US | Erstveröffentlichung: 29. Mai 2009   |
| 2014 | Caustic Love                  | DE15 (12 Wo.)DE | AT13 (7 Wo.)AT | CH1 (24 Wo.)CH | UK1 ×2Doppelplatin · (63 Wo.)UK                                                                                                   | US31 (2 Wo.)US | Erstveröffentlichung: 11. April 2014 |
| 2022 | Last Night in the Bittersweet | DE13 (1 Wo.)DE | AT13 (1 Wo.)AT | CH3 (8 Wo.)CH | UK1 Gold · (15 Wo.)UK | — | Erstveröffentlichung: 1. Juli 2022   |

### EPs
- 2006: Live and Acoustic
- 2007: Live Sessions
- 2007: iTunes Festival: London
- 2007: Live at Isle of Wight Festival
- 2009: London Festival ’09
- 2010: Recorded Live at Preservation Hall

### Singles
| Jahr | Titel Album                                      | Höchstplatzierung, Gesamtwochen, AuszeichnungChartplatzierungen (Jahr, Titel, Album, Platzierungen, Wochen, Auszeichnungen, Anmerkungen) | Höchstplatzierung, Gesamtwochen, AuszeichnungChartplatzierungen (Jahr, Titel, Album, Platzierungen, Wochen, Auszeichnungen, Anmerkungen) | Höchstplatzierung, Gesamtwochen, AuszeichnungChartplatzierungen (Jahr, Titel, Album, Platzierungen, Wochen, Auszeichnungen, Anmerkungen) | Höchstplatzierung, Gesamtwochen, AuszeichnungChartplatzierungen (Jahr, Titel, Album, Platzierungen, Wochen, Auszeichnungen, Anmerkungen) | Höchstplatzierung, Gesamtwochen, AuszeichnungChartplatzierungen (Jahr, Titel, Album, Platzierungen, Wochen, Auszeichnungen, Anmerkungen) | Anmerkungen                              |
| Jahr | Titel Album                                      | DE | AT | CH | UK | US | Anmerkungen                              |
| ---- | ------------------------------------------------ | --- | --- | --- | --- | --- | ---------------------------------------- |
| 2006 | Last Request These Streets                       | DE65 (7 Wo.)DE | AT20 (12 Wo.)AT | CH42 (20 Wo.)CH | UK5 ×3Dreifachplatin · (40 Wo.)UK | — | Erstveröffentlichung: 3. Juli 2006       |
| 2006 | Jenny Don’t Be Hasty These Streets               | DE59 (9 Wo.)DE | — | CH56 (7 Wo.)CH | UK20 Platin · (16 Wo.)UK | — | Erstveröffentlichung: 25. September 2006 |
| 2006 | Rewind These Streets                             | — | — | — | UK27 Silber · (8 Wo.)UK | — | Erstveröffentlichung: 4. Dezember 2006   |
| 2007 | New Shoes These Streets                          | DE97 (1 Wo.)DE | — | CH52 (10 Wo.)CH | UK21 Platin · (24 Wo.)UK | — | Erstveröffentlichung: 12. März 2007      |
| 2009 | Candy Sunny Side Up                              | DE62 (2 Wo.)DE | — | CH10 Gold · (22 Wo.)CH | UK19 ×2Doppelplatin · (20 Wo.)UK | — | Erstveröffentlichung: 18. Mai 2009       |
| 2009 | Coming Up Easy Sunny Side Up                     | — | — | — | UK62 Silber · (2 Wo.)UK | — | Erstveröffentlichung: 10. August 2009    |
| 2009 | Pencil Full of Lead Sunny Side Up                | — | — | — | UK17 Platin · (24 Wo.)UK | — | Erstveröffentlichung: 2. November 2009   |
| 2010 | 10/10 Sunny Side Up                              | — | — | — | UK51 Silber · (9 Wo.)UK | — | Erstveröffentlichung: 11. Januar 2010    |
| 2014 | Scream (Funk My Life Up) Caustic Love            | — | — | CH56 (2 Wo.)CH | UK12 Silber · (9 Wo.)UK | — | Erstveröffentlichung: 28. Januar 2014    |
| 2014 | Better Man Caustic Love                          | — | — | — | UK40 Silber · (5 Wo.)UK | — | Erstveröffentlichung: März 2014          |
| 2014 | Iron Sky Caustic Love                            | — | — | — | UK42 Platin · (9 Wo.)UK | — | Erstveröffentlichung: April 2014         |
| 2014 | Let Me Down Easy Caustic Love                    | — | — | — | UK47 Silber · (5 Wo.)UK | — | Erstveröffentlichung: 17. Juni 2014      |
| 2022 | Through the Echoes Last Night in the Bittersweet | — | — | — | UK46 Silber · (7 Wo.)UK | — | Erstveröffentlichung: 11. Mai 2022       |
| 2022 | Acid Eyes Last Night in the Bittersweet          | — | — | — | UK98 (1 Wo.)UK | — | Erstveröffentlichung: 22. Juni 2022      |

## Auszeichnungen für Musikverkäufe
| Silberne Schallplatte - Vereinigtes Königreich - 2023: für das Lied These Streets - 2025: für das Lied Loving You Goldene Schallplatte - Australien - 2008: für das Album These Streets - Frankreich - 2006: für das Album These Streets - GCC - 2010: für das Album Sunny Side Up - Italien - 2014: für das Album These Streets - 2015: für das Album Caustic Love - 2017: für die Single Iron Sky - 2018: für die Single New Shoes - 2019: für die Single Last Request - Neuseeland - 2020: für das Album These Streets - 2022: für das Album Caustic Love - Niederlande - 2015: für das Album Caustic Love | Platin-Schallplatte - Italien - 2019: für die Single Candy - 2022: für das Album Sunny Side Up 2× Platin-Schallplatte - Europa - 2011: für das Album These Streets - 2011: für das Album Sunny Side Up - Irland - 2009: für das Album These Streets 7× Platin-Schallplatte - Irland - 2010: für das Album Sunny Side Up |

Anmerkung: Auszeichnungen in Ländern aus den Charttabellen bzw. Chartboxen sind in ebendiesen zu finden.
| Land/RegionAuszeichnungen für Musikverkäufe (Land/Region, Auszeichnungen, Verkäufe, Quellen) | Silber     | Gold       | Platin       | Verkäufe    | Quellen          |
| -------------------------------------------------------------------------------------------- | ---------- | ---------- | ------------ | ----------- | ---------------- |
| Australien (ARIA)                                                                            | —          | Gold1      | —            | 35.000      | aria.com.au      |
| Europa (IFPI)                                                                                | —          | —          | 4× Platin4   | (4.000.000) | ifpi.org         |
| Frankreich (SNEP)                                                                            | —          | Gold1      | —            | 75.000      | infodisc.fr      |
| Golf-Kooperationsrat (IFPI)                                                                  | —          | Gold1      | —            | 3.000       | ifpi.org         |
| Irland (IRMA)                                                                                | —          | —          | 9× Platin9   | 135.000     | irishcharts.ie   |
| Italien (FIMI)                                                                               | —          | 5× Gold5   | 2× Platin2   | 225.000     | fimi.it          |
| Neuseeland (RMNZ)                                                                            | —          | 2× Gold2   | —            | 15.000      | radioscope.co.nz |
| Niederlande (NVPI)                                                                           | —          | Gold1      | —            | 20.000      | nvpi.nl          |
| Schweiz (IFPI)                                                                               | —          | 2× Gold2   | Platin1      | 60.000      | hitparade.ch     |
| Vereinigtes Königreich (BPI)                                                                 | 9× Silber9 | 2× Gold2   | 22× Platin22 | 11.300.000  | bpi.co.uk        |
| Insgesamt                                                                                    | 9× Silber9 | 15× Gold15 | 38× Platin38 |             |                  |

## Zusammenarbeiten
- 2007: Duo, mit Zazie, auf dem Album Totem von Zazie
- 2009: Covers, mit The View, auf dem Album Which Bitch? von The View